# Jacek Jakubowski
Jacek Jakubowski (ur. 28 grudnia 1937) – polski lekkoatleta średniodystansowiec, członek Wunderteamu.
Wystąpił na mistrzostwach Europy w 1958 w Sztokholmie, gdzie w sztafecie 4 × 400 m zajął wraz z kolegami 6. miejsce (sztafeta biegła w składzie: Stanisław Swatowski, Jakubowski, Tadeusz Kaźmierski i Zbigniew Makomaski).
Był wicemistrzem Polski w biegu na 800 m w 1958, a poza tym trzykrotnie znalazł się w pierwszej ósemce w biegach na 800 m i na 1500 m.
W latach 1957–1960 wystąpił w  sześciu meczach reprezentacji Polski (6 startów), odnosząc 1 zwycięstwo indywidualne.
Rekordy życiowe Jakubowskiego:
| Konkurencja    | Data i miejsce                     | Wynik  |
| -------------- | ---------------------------------- | ------ |
| bieg na 400 m  | 6 czerwca 1959, Skarżysko-Kamienna | 48,4   |
| bieg na 800 m  | 21 czerwca 1959, Mielec            | 1:48,9 |
| bieg na 1000 m | 25 maja 1958, Lublin               | 2:26,7 |
| bieg na 1500 m | 13 lipca 1958, Łódź                | 3:48,8 |

Był zawodnikiem klubów Stal Poznań, LKS Stal Mielec i Legia Warszawa.